# Bambusa nepalensis
Bambusa nepalensis är en gräsart som beskrevs av Christopher Mark Adrian Stapleton. Bambusa nepalensis ingår i släktet Bambusa och familjen gräs.
Artens utbredningsområde är Nepal. Inga underarter finns listade i Catalogue of Life.